# 井田国男
井田 国男（いだ くにお、1978年7月31日 - ）は、日本の男性声優。群馬県出身。

## 人物
プロ・フィット声優養成所第3期卒。
以前は劇団21世紀FOX、プロダクション・エースに所属していた。
趣味・特技は陸上競技、身体訓練、映画鑑賞、散歩、パソコン。

## 出演作品

### テレビアニメ
2004年
- 犬夜叉（魑魅魍魎、村人）
- 陸奥圓明流外伝 修羅の刻（捕り方、門弟）

2006年
- 内閣権力犯罪強制取締官 財前丈太郎（クルー1）

2007年
- Devil May Cry（悪魔B、悪魔A、男B）

2008年
- あかね色に染まる坂（男2）
- Mnemosyne-ムネモシュネの娘たち-（男）
- ワールド・デストラクション 〜世界撲滅の六人〜（ギャラリー）

2009年
- アイアンマン ザ・アドベンチャーズ
- アラド戦記 〜スラップアップパーティー〜（ゾンビC、鬼騎士C、パルト、鬼騎士D、村人B）
- 戦場のヴァルキュリア（将校）
- はじめの一歩 New Challenger
- WHITE ALBUM（ナツコの隣人）
- RIDEBACK -ライドバック-（警官B、情報官、デモ隊、通信兵A）

2010年
- GIANT KILLING（田辺、関根、平賀、サポーター）

2011年
- R-15（男カメラマン）
- マケン姫っ!（漫画研究部部長）

### 劇場アニメ
- 犬夜叉 紅蓮の蓬莱島（2004年、村人）
- おまえ うまそうだな（2010年、ギャオー）

### ゲーム
- My Merry Maybe（2003年）
- My Merry May with be（2005年）
- Starry☆Sky 〜After Summer〜（2011年、金久保宗庵）

### 吹き替え
- アイススパイダー
- アマンダジョー（スターナム）
- アメイジング・ワールド 前編（イモール）
- ER XIV 緊急救命室 #13（テディ〈バシーア・ガブリエル〉）
- ER XV 緊急救命室 #3（サガ〈マルク・リチャードソン〉）
- OZ アウター・ゾーン（グリッチ）
- キャピタリズム〜マネーは踊る〜
- 黒影
- 警察署長ジェッシィ・ストーン 訣別の海
- 恋するポルノ・グラフィティ（ブランドン（ジャスティン・ロング））
- ゴースト 〜天国からのささやき（ブルース）
- CODE;GENE（ランドル）
- (500)日のサマー（ベンジャミン）
- 五星大飯店 Five Star Hotel（ワン・フントウ）
- THE MAN（マルコム）
- ジャングルの少女タイナ（ルド）
- スターゲイトアトランティス
- スターハンター（カラヴァッジオ）
- ストリート・レジェンド（ライアン）
- 世界で一番に醜い女
- その男は、静かな隣人（ジーン・シェルビー（ウィリアム・H・メイシー））
- ソビエト侵攻
- ダークネスナイト（ドク）
- 大秦帝国（車英）
- チェイス
- ツォツィ（ズーマ警部補）
- ツタン・カーメンの秘宝 失われた王宮/太陽の王子
- ディファイアンス（ペレツ）
- Dr.HOUSE シーズン4（マッケンナ）
- ドラゴンハンター（シャドロン）
- バーン・アフター・リーディング（オルソン）
- バイオレンス･レイク（リッキー）
- はじめて馬に乗った日（父）
- バトル オブ ブリテン
- 花の生涯〜梅蘭芳〜（馬三）
- ハワードと七人の魔法使い
- 必殺処刑人
- ブラックビートル
- ブレイカウェイ
- FROZENIMPACT
- ボックス（男性宣教師）
- ホット・ショット〜藍球火〜（チー・シャオユイ）
- 魔術師 MERLIN
- MAD MEN（ロニー、スミッティ・スミス）
- ムルと子犬（クリストファー）
- メディコプター117
- 滅亡の黙示録（コナーズ）
- 楽園
- ラブリーボーン
- 理想の彼氏（マーベリック）
- 私の婚活恋愛術（サーシャ）

### CD

#### ドラマCD
- “文学少女”と死にたがりの道化 【前篇】（男）

#### BLCD
- 極妻のススメ（組員4）
- 専制君主のワガママ ぼくのプロローグ2（ゼミ生）
- パラダイスへおいでよ！（店員）

### 舞台
- デュナミス・ボックス